# Diego Moretti
Diego Moretti (Ancona, 8 settembre 1982) è un giocatore di calcio a 5 italo-statunitense, che a livello internazionale rappresenta gli Stati Uniti.

## Carriera

### Club
Moretti è cresciuto nel Montesicuro Calcio a 5 per poi trasferirsi, a 18 anni, alla Polisportiva Giampaoli con cui nella stagione 2004-05 vince il campionato di Serie A2 mentre in quella seguente debutta in Serie A. Eccetto un'effimera esperienza nel Cosenza, ritiratosi dalla Serie A dopo appena due incontri, dal 2006 al 2019 Moretti ha giocato tra Serie B e Serie A2, vincendo una Coppa Italia di seconda serie con il PesaroFano e due campionati di terza serie con Civitanova e Forlì. Nell'estate del 2019 si trasferisce al Petrarca, ritornato nella massima serie dopo 16 anni di assenza.

### Nazionale
Nato ad Ancona da padre italiano e madre statunitense, possiede la cittadinanza di entrambi i Paesi.
Nel gennaio del 2020 viene convocato per la prima volta dalla nazionale di calcio a 5 degli Stati Uniti, della quale viene inoltre nominato capitano. Nel maggio del 2021 disputa, da titolare, il CONCACAF Futsal Championship, concluso dagli statunitensi al secondo posto. Nel settembre dello stesso anno viene incluso nella lista dei convocati alla Coppa del Mondo. È stato eletto calcettista statunitense del 2021.

## Palmarès
- Campionato di Serie A2: 1
Polisportiva Giampaoli: 2004-05 (girone A)
- Coppa Italia di Serie A2: 1
PesaroFano: 2014-15
- Campionato di Serie B: 2
Civitanova: 2008-09 (girone C)
Forlì: 2012-13 (girone C)